# 史蒂芬·史崔斯伯格
史蒂芬·詹姆斯·史崔斯伯格（英語：Stephen James Strasburg，1988年7月20日—），外號天才小史，出生在聖地牙哥，是一位右投右打的選手。他在2009年大聯盟選秀會中被華盛頓國民選中的選手，雙方在2009年8月17日簽下破紀錄的4年1567萬美金的合約。史崔斯柏格能夠投出平均95-96mph的四縫線速球和80-84mph的曲球，而伸卡球也有94-95mph的水準，變速球則投在87-90mph。於大學時期史崔斯柏格的快速球曾締造103mph(約165.76km/h)的驚人紀錄。

## 聖地牙哥州立大學
2008年，史崔斯伯格為聖地牙哥州立大學的二年級生，他在校隊的成績為在97.1局投球局數中投下8勝3敗、1.57防禦率和133次三振的成績。在這一年，史崔斯伯格總共有13場的先發，這裡面投出4次的完投，在4月11日對猶他大學的比賽中，他投出23次的三振。2009年，史崔斯伯格在109局投球局數中投出13勝1敗、1.32防禦率和195次的三振、被擊出59支安打和16分自責失分。5月8日是史崔斯伯格在主場的最後一場先發，他投出生涯第一個無安打比賽，並且有17次的三振紀錄。

## 國際比賽
2008年史崔斯伯格代表美國棒球代表隊參加在中國北京舉辦的2008年夏季奧林匹克運動會，他在2008年夏季奧林匹克運動會棒球比賽的第一場先發是面對荷蘭國家代表隊，他投7局送出5次三振，只在第7局被Sharnol Adriana打1支安打，最後因雨裁定提前結束，總共只比賽8局，美國隊以7：0完封荷蘭隊。8月22日美國對古巴的比賽中，史崔斯伯格以2：10吞下敗投。總計史崔斯伯格在奧林匹克大賽先發2場比賽，獲得1勝1敗和1.67防禦率的成績。在銅牌賽裡面，美國隊以8：4擊敗日本國家棒球隊獲得銅牌。

## 職業生涯

### 小聯盟
史崔斯伯格在2009年大聯盟選秀會中，被華盛頓國民在第1輪第1名所挑選中，雙方簽下破紀錄的4年1510萬美金的合約，史崔斯伯格的經紀人是史考特·波拉斯 。2010年，史崔斯伯格獲邀參與國民的春訓，他在春訓的第一場先發是面對底特律老虎，投2局被打2支安打和送出2次三振，這場熱身賽他的球速在96－100 mph。2010年開季史崔斯伯格是在小聯盟開始，至6月1日為止，在小聯盟2A及3A共主投50.1局，拿下6勝2負，防禦率1.43，外帶60次3振，如此好表現讓他在同年6月8日升上大聯盟，對手為匹茲堡海盜。

### 大聯盟

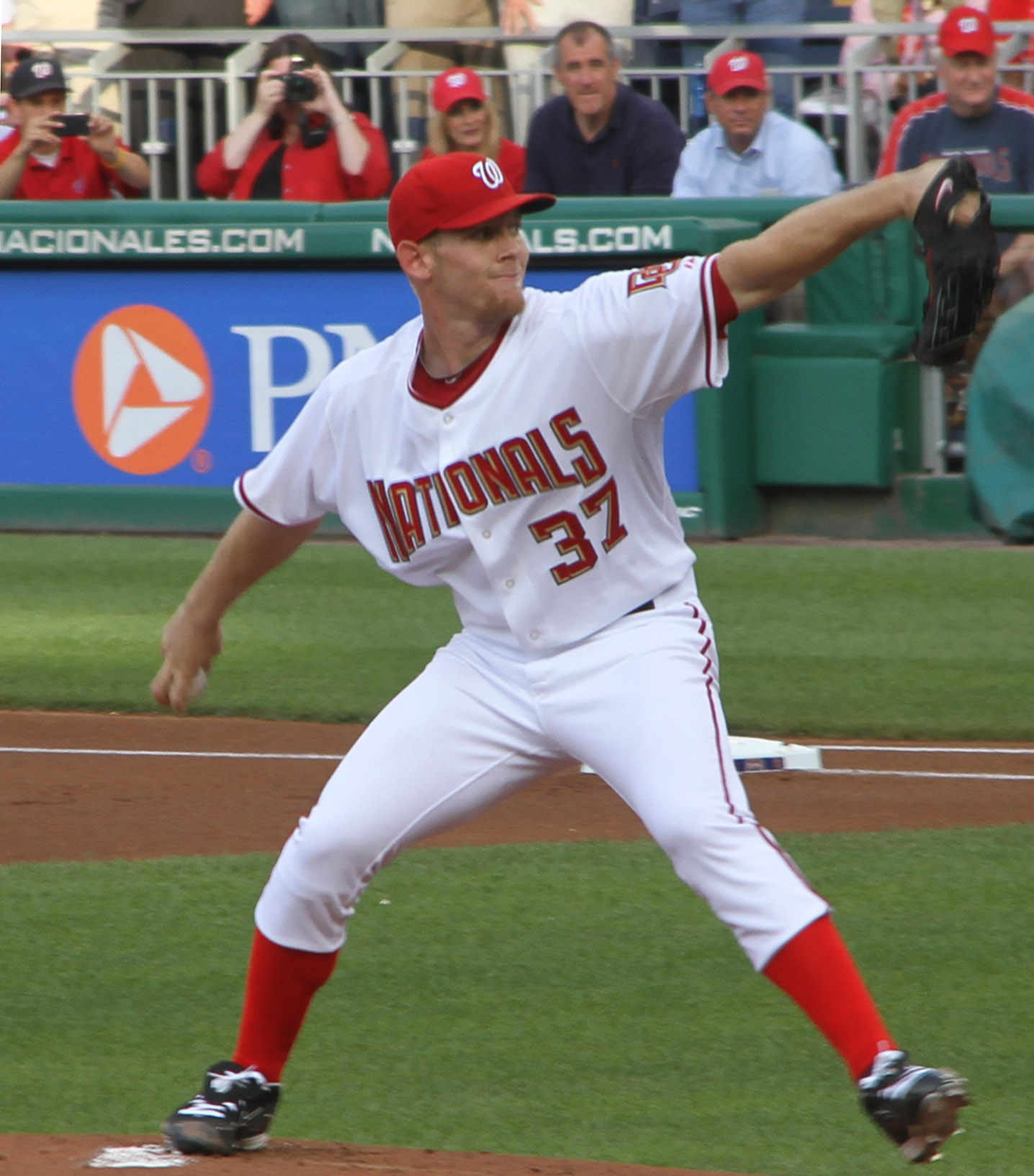
大聯盟初登板

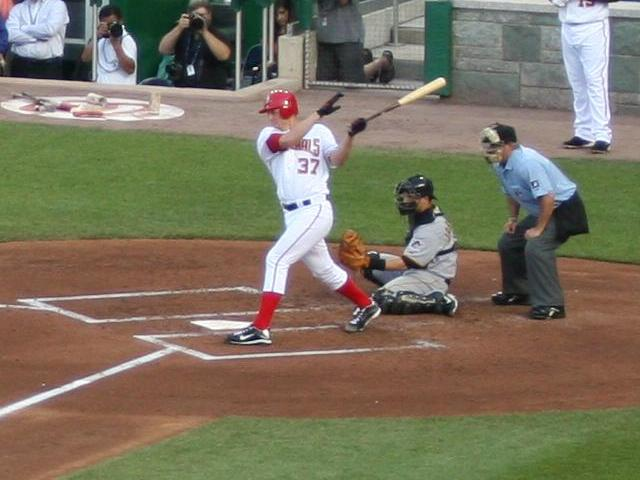
於打擊區上進行打擊的史崔斯伯格

2010年6月8日，史崔斯伯格升上大聯盟，先發面對匹茲堡海盜，主投7局，挨了一發2分砲，送出14K0保送拿下勝投(為球隊的新紀錄)，拿下勝投。8月21日，在面對費城費城人比賽時，史崔斯伯格在第5局投球時右手肘發生疼痛，無法繼續比賽投球。8月27日經診斷出為右手肘韌帶嚴重撕裂，需要開刀治療，進行尺骨附屬韌帶重建術，修養時間需要12至18個月，2010年球季確定報銷，但復健狀況良好，2011年球季預計將於9月6日復出，復出首戰將於主場面對洛杉磯道奇隊
。
2019年12月9日，與華盛頓國民簽下7年2.45億美元的合約，成為當時投手合約總值、平均年薪的紀錄保持人，隔天被格里特·柯爾打破。

## 職棒生涯成績
| 年度 | 球隊   | 防禦率 | 投球局數 | 勝場 | 敗場 | 救援成功 | 出場數 | 奪三振 | 四死 | 完投 | 完封 | 被安打 | 被全壘打 | WHIP |
| 2010 | 國民隊 | 2.91   | 68.0     | 5    | 3    | 0        | 12     | 92     | 17   | 0    | 0    | 56     | 5        | 1.07 |
| 2011 | 國民隊 | 1.50   | 24.0     | 1    | 1    | 0        | 5      | 24     | 2    | 0    | 0    | 15     | 0        | 0.71 |
| 2012 | 國民隊 | 3.16   | 159.1    | 15   | 6    | 0        | 28     | 197    | 48   | 0    | 0    | 136    | 15       | 1.15 |
| 2013 | 國民隊 | 3.00   | 183.0    | 8    | 9    | 0        | 30     | 191    | 56   | 1    | 1    | 136    | 16       | 1.05 |
| 2014 | 國民隊 | 3.14   | 215.0    | 14   | 11   | 0        | 34     | 242    | 43   | 0    | 0    | 198    | 23       | 1.12 |
| 2015 | 國民隊 | 3.46   | 127.1    | 11   | 7    | 0        | 23     | 155    | 26   | 0    | 0    | 115    | 14       | 1.11 |
| 2016 | 國民隊 | 3.60   | 147.2    | 15   | 4    | 0        | 24     | 183    | 44   | 0    | 0    | 119    | 15       | 1.10 |
| 2017 | 國民隊 | 2.52   | 175.1    | 15   | 4    | 0        | 28     | 204    | 47   | 1    | 1    | 131    | 13       | 1.02 |
| 2018 | 國民隊 | 3.74   | 130.0    | 10   | 7    | 0        | 22     | 156    | 38   | 0    | 0    | 118    | 18       | 1.20 |
| 2019 | 國民隊 | 3.32   | 209.0    | 18   | 6    | 0        | 33     | 251    | 56   | 0    | 0    | 161    | 24       | 1.04 |
| 合計 | 10年   | 3.17   | 1438.2   | 112  | 58   | 0        | 239    | 1695   | 377  | 2    | 2    | 1185   | 143      | 1.09 |

## 外部連結
- 球員資訊和成績在MLB ，ESPN ，Retrosheet ，Baseball Reference ，Baseball Reference (Minors) ，Fangraphs ，The Baseball Cube （英文）
- He Is More Than The Hype @ 趙大觀點（页面存档备份，存于）

| 前任： 提姆·貝克漢 | 大聯盟選秀狀元 2009年 | 繼任： 布萊斯·哈波 |